# Crudele
Crudele è una canzone scritta da Mario Venuti e Kaballà presentata da Venuti al Festival di Sanremo 2004. Il brano segna l'inizio di una collaborazione fra i due artisti che dura ancora oggi.
La canzone si piazza solamente al decimo posto, ma ottiene il prestigioso premio della critica "Mia Martini".

## Tracce

### CD Single
1. Crudele
2. La macchina '04

## Classifiche
| Classifica (2004) | Posizione più alta |
| ----------------- | ------------------ |
| Italia            | 16                 |